# Dan Martin
Daniel Martin (* 20. srpna 1986, Birmingham) je irský silniční profesionální cyklista jezdící za UCI WorldTeam Israel Start-Up Nation. Mezi jeho největší úspěchy patří vítězství v etapách závodů Tour de France 2013 a Vuelta a España 2011. Dále vyhrál celkové pořadí na etapových závodech Kolem Polska 2010 a Kolem Katalánska 2013. V roce 2013 také vyhrál klasický jarní závod Lutych–Bastogne–Lutych.

## Úspěchy
| 2004 1. mistr Británie do 18 let 2006 2. celkově Giro della Valle d'Aosta 1. v 6. etapě 2. na mistrovství Irska do 23 let 2007 Giro della Valle d'Aosta 1. v bodovací soutěži 1. v 2. etapě 2008 1. celkově Route du Sud 1. mistr Irska 1. mistr irska do 23 let 4. celkově Kolem Británie 6. Route Adélie de Vitré 8. celkově Correios de Portugal 10. celkově Volta a Portugal 2009 2. celkově Kolem Katalánska 3. celkově Kolem Středozemí 1. nejlepší mladý jezdec 5. GP Plouay 8. Giro di Lombardia 2010 1. Tre Valli Varesine 1. celkově Kolem Polska 1. v 5. etapě 1. Japan Cup 1. Halfords Tour Series, kritérium 1. Halfords Tour Series, Sprint 2. Giro dell'Emilia 3. celkově Brixia Tour 3. na mistrovství Irska | 2011 1. Giro di Toscana 1. v 9. etapě na Vuelta a España 2. celkově Okolo Polska 1. v 6. etapě 2. Giro di Lombardia 2. na mistrovství Irska 3. celkově Kolem Katalánska 3. Memorial Marco Pantani 2012 2. Japan Cup 4. celkově Kolem Pekingu 1. vrchařská soutěž 4. celkově Kolem Katalánska 5. Lutych-Bastogne-Lutych 6. Valonský šíp 2013 1. Overall, Kolem Katalánska 1. ve 4. etapě 1. Lutych-Bastogne-Lutych 1. v 9. etapě Tour de France 2. celkově Kolem Pekingu 4. Giro di Lombardia 4. Valonský šíp 8. celkově Tour de Suisse |

#### Výsledky na Grand Tours
| Grand Tour            | 2008 | 2009 | 2010 | 2011 | 2012 | 2013 | 2014 | 2015 | 2016 | 2017 | 2018 | 2019 | 2020 | 2021 |
| --------------------- | ---- | ---- | ---- | ---- | ---- | ---- | ---- | ---- | ---- | ---- | ---- | ---- | ---- | ---- |
| Giro d'Italia         | —    | —    | 57   | —    | —    | —    | DNF  | —    | —    | —    | —    | —    | —    | 10   |
| Tour de France        | —    | —    | —    | —    | 35   | 33   | —    | 39   | 9    | 6    | 8    | 18   | 41   | 40   |
| / Vuelta a España     | —    | 53   | —    | 13   | —    | DNF  | 7    | DNF  | —    | —    | DNF  | —    | 4    | —    |
| Závod                 | 2008 | 2009 | 2010 | 2011 | 2012 | 2013 | 2014 | 2015 | 2016 | 2017 | 2018 | 2019 | 2020 | 2021 |
| Paříž–Nice            | —    | DNF  | 69   | —    | —    | —    | —    | —    | —    | 3    | DNF  | —    | —    | —    |
| Tirreno–Adriatico     | —    | —    | —    | —    | —    | 20   | 55   | 25   | —    | —    | —    | —    | —    | —    |
| Volta a Catalunya     | 24   | 2    | —    | 2    | 4    | 1    | 16   | 10   | 3    | 6    | 38   | 23   | NS   | 25   |
| Kolem Baskicka        | —    | —    | 14   | DNF  | DNF  | —    | —    | —    | DNF  | —    | —    | 2    | NS   | —    |
| Tour de Romandie      | —    | 58   | —    | —    | 14   | —    | —    | 104  | —    | —    | 10   | —    | NS   | —    |
| Critérium du Dauphiné | —    | 32   | —    | 33   | 106  | —    | —    | 7    | 3    | 3    | 4    | 8    | DNF  | —    |
| Tour de Suisse        | —    | —    | —    | —    | —    | 8    | —    | —    | —    | —    | —    | —    | NS   | —    |

#### Výsledky na klasikách
| Monument                 | 2008 | 2009 | 2010 | 2011 | 2012 | 2013 | 2014 | 2015 | 2016 | 2017 | 2018 | 2019 | 2020 | 2021 |
| ------------------------ | ---- | ---- | ---- | ---- | ---- | ---- | ---- | ---- | ---- | ---- | ---- | ---- | ---- | ---- |
| Milán – San Remo         | —    | —    | —    | —    | —    | —    | —    | —    | —    | —    | —    | —    | —    | —    |
| Kolem Flander            | —    | —    | —    | —    | —    | —    | —    | —    | —    | —    | —    | —    | —    | —    |
| Paříž–Roubaix            | —    | —    | —    | —    | —    | —    | —    | —    | —    | —    | —    | —    | NS   |      |
| Lutych–Bastogne–Lutych   | 118  | 99   | 58   | DNF  | 5    | 1    | 39   | DNF  | 47   | 5    | 18   | DNF  | 11   | —    |
| Giro di Lombardia        | DNF  | 8    | DNF  | 2    | 16   | 4    | 1    | 52   | 48   | 36   | 9    | 18   | —    |      |
| Klasika                  | 2008 | 2009 | 2010 | 2011 | 2012 | 2013 | 2014 | 2015 | 2016 | 2017 | 2018 | 2019 | 2020 | 2021 |
| Amstel Gold Race         | —    | DNF  | —    | —    | 75   | DNF  | DNF  | 15   | —    | DNF  | DNF  | —    | NS   | —    |
| Valonský šíp             | —    | 56   | 17   | DNF  | 6    | 4    | 2    | DNF  | 3    | 2    | 61   | DNF  | 5    | —    |
| Clásica de San Sebastián | —    | —    | —    | —    | 18   | —    | 25   | 7    | 12   | —    | 12   | 32   | NS   | —    |
| Bretagne Classic         | —    | 5    | 64   | —    | 81   | —    | —    | —    | —    | —    | —    | —    | —    | 40   |